# Limonia parietina
Limonia parietina är en tvåvingeart som först beskrevs av Osten Sacken 1861.  Limonia parietina ingår i släktet Limonia och familjen småharkrankar. Inga underarter finns listade i Catalogue of Life.